# Alexandre Saurette
Alexandre Saurette (Saint-Paul-d'Abbotsford, Canada, 26 novembre 1860 - Fall River, Massachusetts, 11 mars 1939) est un homme politique québécois. Il a été député de du district électoral de Missisquoi pour le Parti libéral de 1919 à 1935.